# Куренной Володимир Костянтинович
Володи́мир Костянти́нович Куренно́й (нар. 2 серпня 1967, м. Одеса) — український політик. Народний депутат України.
Керівник Головного департаменту місцевого самоврядування та децентралізації Адміністрації Президента України (з 28 квітня 2015).

## Освіта
Одеський інститут народного господарства, факультет економіки праці (1990). Одеська філія Української академії державного управління при Президентові України (1999), магістр державного управління.

## Трудова діяльність
1990–1991 — економіст «Одесанепромоптторг».
З 1991 — економічний оглядач, керівник відділу економіки редакції газети «Юг».
З липня 1994 — депутат Одеської міськради.
1994 — керівник прес-служби Одеської міськради.
З 1997 — член контрольної комісії з приватизації, член координаційної ради боротьби з організованою злочинністю при виконкомі Одеської міськради.
Квітень 2005 — квітень 2006 — заступник Одеського міського голови.
Березень 1998 — кандидат в народні депутати України від виборчого блоку «Партія праці та Ліберальна партія — разом!», № 47 в списку.
Березень 1998 — кандидат в народні депутати України від виборчого округу № 134, Одеська область. З'явилось 65,0 %, «за» 8,9 %, 2 місце з 19 претендентів. На час виборів: економічний оглядач газети «Юг», член ЛПУ.
Квітень 2002 — кандидат в народні депутати України від виборчого округу № 137 Одеської області, висунутий Блоком Віктора Ющенка «Наша Україна». «За» 19,56 %, 2 місце з 10 претендентів. На час виборів: редактор газети «Юг», член ПРП.
Народний депутат України 5-го скликання з 25 травня 2006 до 23 листопада 2007 від Блоку Юлії Тимошенко, № 95 в списку. На час виборів: заступник Одеського міського голови, безпартійний. Член фракції «Блоку Юлії Тимошенко» (з травня 2006). Голова підкомітету з питань розвитку туризму Комітету з питань сім'ї, молодіжної політики, спорту і туризму (з липня 2006).
Вересень 2007 — кандидат в народні депутати від Партії вільних демократів, № 13 в списку. На час виборів: народний депутат України.
Народний депутат України 7-го скликання з 12 грудня 2012 від ПП «УДАР (Український демократичний альянс за реформи) Віталія Кличка», № 26 в списку. На час виборів: заступник голови Центрального виконавчого комітету з програм регіонального розвитку ПП «УДАР Віталія Кличка», член ПП «УДАР (Український демократичний альянс за реформи) Віталія Кличка». Член фракції ПП «УДАР (Український демократичний альянс за реформи) Віталія Кличка» (з грудня 2012). Голова підкомітету з питань євроінтеграції та євроатлантичного співробітництва Комітету у закордонних справах (з грудня 2012). Перший заступник голови Комітету Верховної Ради України у закордонних справах з липня 2014 року.
З 2000 — шеф-редактор газети «Юг».
1994 — стажування в США за програмою IREX.
Депутат Одеської міськради, заступник голови комісії з торгівлі та ринків (1998–2002), співкоординатор депутатської групи «Реформи і порядок».
Голова правління Фонду підтримки громади Одеси (з 1998). Співдиректор Ліберально-консервативного центру ім. М. Тетчер. Експерт, регіональний представник Міжнародного республіканського інституту США в Україні (з 2000). Уповноважений Комітету Верховної Ради України з питань свободи слова та інформації в Одеської області (з 2002). Голова правління ГО «Фонд свободи і демократії» (з 2006).
Учасник міжнародної конференції співпраці Великої Британії та України (з 1996).
Голова групи міжпарламентських зв'язків з Королівством Нідерланди (з 2012)
Співголова групи міжпарламентських зв'язків з Об'єднаним Королівством Великої Британії та Північної Ірландії (з 2012)
Помічник-консультант народного депутата України І. Гриніва (2002–2004).
Довірена особа кандидата на пост Президента України Віктора Ющенка в ТВО № 138 (2004–2005).
Керівник регіонального штабу Віктора Ющенка в Одеській області (2003-2004). Керівник Одеського обласного штабу Блоку Юлії Тимошенко до Верховної Ради України (2005–2006).
Голова Одеської обласної організації партії «Реформи і порядок» (січень 2000 — 2005). Заступник голови Центрального виконавчого комітету з програм регіонального розвитку ПП «УДАР Віталія Кличка» (з 2011).
Член НСЖУ.
Володіє англійською мовою.
Захоплюється кінологією та історією Великої Британії.

## Родина
Українець. Батько Костянтин Іванович (1929-2011), мати Віра Пилипівна (1931–2001). Дружина Людмила Георгіївна (1973) — домогосподарка. Дочки Вероніка (1993) і Софія (2003).